# Lifuka
Lifuka – główna wyspa Archipelagu Haʻapai w Królestwie Tonga w Polinezji na południowym Pacyfiku, o powierzchni 11,42 km².
Na zachodnim wybrzeżu wyspy znajduje się miasto Pangai z głównym lotniskiem archipelagu – Salote Piolevu Airport.
W 2006 roku wyspę zamieszkiwało 2967 osób.